# Herceghalom
Herceghalom is een plaats (község) en gemeente in het Hongaarse comitaat Pest. Herceghalom telt 1465 inwoners (2001).